# Austin Kleon
Austin Kleon (né en 1983) est un auteur à succès du New York Times. Il est connu pour ces trois livres: Voler comme un artiste ; Montrez votre travail! ; et Newspaper Blackout (non traduit).
Les œuvres de Kleon se concentrent sur la créativité dans le monde d'aujourd'hui. Il est intervenu dans des organisations telles que Pixar, Google et TEDx, et lors de conférences telles que The Economist 's Human Potential Summit et SXSW.

## Jeunesse
Kleon est né à Circleville le 16 juin 1983. Le père de Kleon était professeur agrégé à l'Université d'État de l'Ohio. La mère de Kleon était conseillère scolaire puis directrice d'école.

## Formation
Austin Kleon termine le lycée en étant major de promotion,,.
Kleon a fréquenté l'Université Miami, en Ohio.

## Carrière
Kleon a commencé sa carrière dans une bibliothèque publique à Cleveland. Tout en travaillant dans une bibliothèque, Kleon est devenu blogueur et a publié ses poèmes. Kleon a également enseigné aux usagers des bibliothèques à utiliser les ordinateurs. Kleon a appris lui-même le HTML et le CSS. À Austin, au Texas, Kleon est devenu concepteur Web pour la faculté de droit de l'Université du Texas. En 2010, il publie ses poèmes sous le titre Newspaper Blackout, c'est son premier livre et il remporte un franc succès. Il s'agit de poèmes conçus en recouvrant à l'encre noire des pans entiers de journaux et en laissant paraître seulement les mots utiles au poème. Après la publication de ce premier livre, Kleon devient concepteur-rédacteur pour Spring box, une agence de publicité numérique.
Le travail de Kleon a été traduit dans plus d'une douzaine de langues et présenté sur les principaux médias.

## Vie privée
Kleon a déménagé à Cleveland avec sa femme. Kleon vit à Austin, avec sa famille.